# 朱松花
 朱松花 （1980年1月31日—）曾為中国大陸江蘇南通師範第一附屬小学學的三年級語文老師，現為通告藝人。 並於2011年9月參加江蘇衛視《幸福晚點名》節目“我的老師很特别”單元一出場就絕驚四座，並且在網路上一夜蹿紅，因此獲得了“中國最性感女教師”的稱號。也因此封號，在之後辭去了教職轉拍攝寫真，專心發展演藝事業。

## 简介
1980年1月31日，朱松花出生于中国江苏南通。现为江苏南通师范第一附属小学的三年级的语文老师，在教书之余，朱松花还兼职足球宝贝赚取外快，并且多次被邀请作为杂志及专业摄影机构模特儿，还拍摄了大量写真。后来因为照片外泄而爆红网络，她因此关闭了空间，并且谢绝了一切商业活动。

## 奖项荣誉
- 江苏南通师范第一附属小学青年教师教学比赛一等奖。
- 南通市崇川区二等奖。
- 南通市崇川区粉笔字大赛一等奖。

此外，朱松花撰写了多篇论文发表在省级刊物杂志上。

## 评价

### 正面评价
朱松花在中国大陆网络上蹿红，得到了部分网友的肯定，并列举先例两岸三地顶级女星林志玲就是女教师出身。

### 负面评价
但是朱松花也被部分网友质疑：1、认为她颠覆了教师这个职业传统刻板的形象。2、她的穿着打扮是不是在用心教书育人。3、性感开放的女教师，学生们是不是有心思听课。